# Cherish (grupo musical)
Cherish es un grupo femenino estadounidense integrado por Fallon y Felisha King. Anteriormente también llegó a incluir a Farrah King y Neosha King.

## Discografía

### Álbumes
| Año  | Álbum                                                                | Mejor posición | Mejor posición | Mejor posición | Ventas y certificaciones |
| Año  | Álbum                                                                | U.S.           | U.S. R&B       | UK             | Ventas y certificaciones |
| ---- | -------------------------------------------------------------------- | -------------- | -------------- | -------------- | --- |
| 2006 | Unappreciated - 1.º Álbum de Estudio - Lanzado: 15 de agosto de 2006 | 4              | 4              | 80             | - Ventas en EE. UU.: 537,487 (enlace roto disponible en Internet Archive; véase el historial, la primera versión y la última). - Ventas en U.K.: 30,000 - Ventas mundiales: 640,000 |
| 2008 | The Truth - 2.º Álbum de Estudio - Lanzado: 13 de mayo de 2008       | 40             | 6              | —              | - Ventas en EE. UU.: 30,659 - Ventas en U.K.: 1,400 - Ventas mundiales: 35,000 |

### Sencillos
| Año  | Música                          | U.S. | U.S. R&B | U.S. Pop | UK  | NZ | BRA | Álbum         |
| ---- | ------------------------------- | ---- | -------- | -------- | --- | -- | --- | ------------- |
| 2003 | "Miss P." (feat. Da Brat)       | —    | 87       | —        | —   | —  | —   | The Moment    |
| 2006 | "Do It to It" (feat. Sean Paul) | 12   | 10       | 9        | 30  | 3  | 25  | Unappreciated |
| 2006 | "Unappreciated"                 | 41   | 14       | 65       | 187 | —  | —   | Unappreciated |
| 2007 | "Killa" (feat. Yung Joc)        | 39   | 53       | 23       | 52  | 18 | 28  | The Truth     |
| 2008 | "Amnesia"                       | —    | 61       | —        | —   | —  | —   | The Truth     |
| 2013 | «Going in Circles»              |      |          |          |     |    |     |               |
| 2017 | «One Time»                      |      |          |          |     |    |     |               |
| 2017 | «Self Destruction»              |      |          |          |     |    |     |               |
| 2017 | «Last Man on Earth»             |      |          |          |     |    |     |               |

### Sencillos como participación
| Año  | Música                                    | U.S. | U.S. R&B | UK | Álbum                     |
| ---- | ----------------------------------------- | ---- | -------- | -- | ------------------------- |
| 2003 | "In Love wit Chu" (Da Brat feat. Cherish) | 44   | 32       | 29 | Limelite, Luv & Niteclubz |